# Dokken

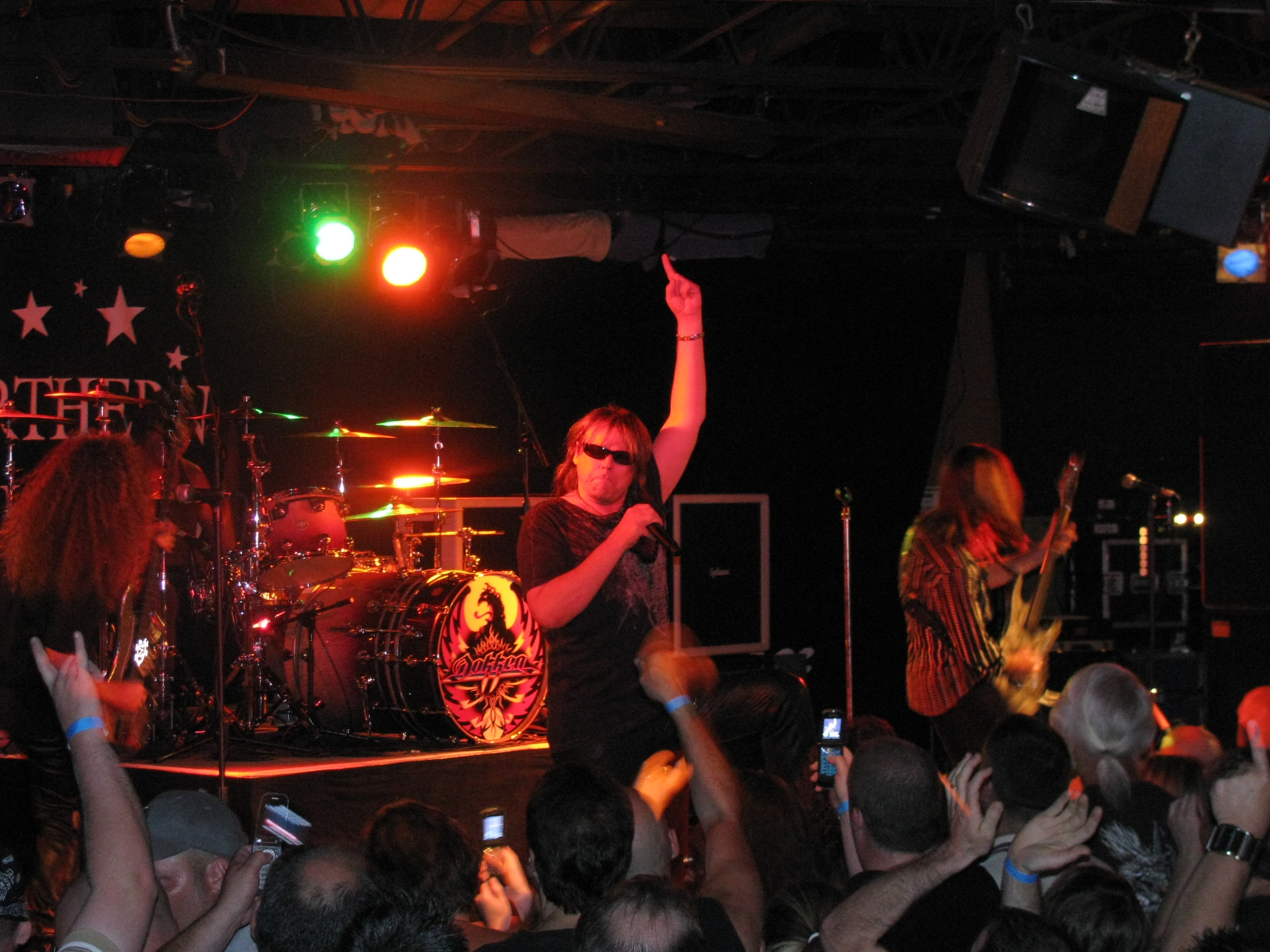
Dokken i New York 2008.

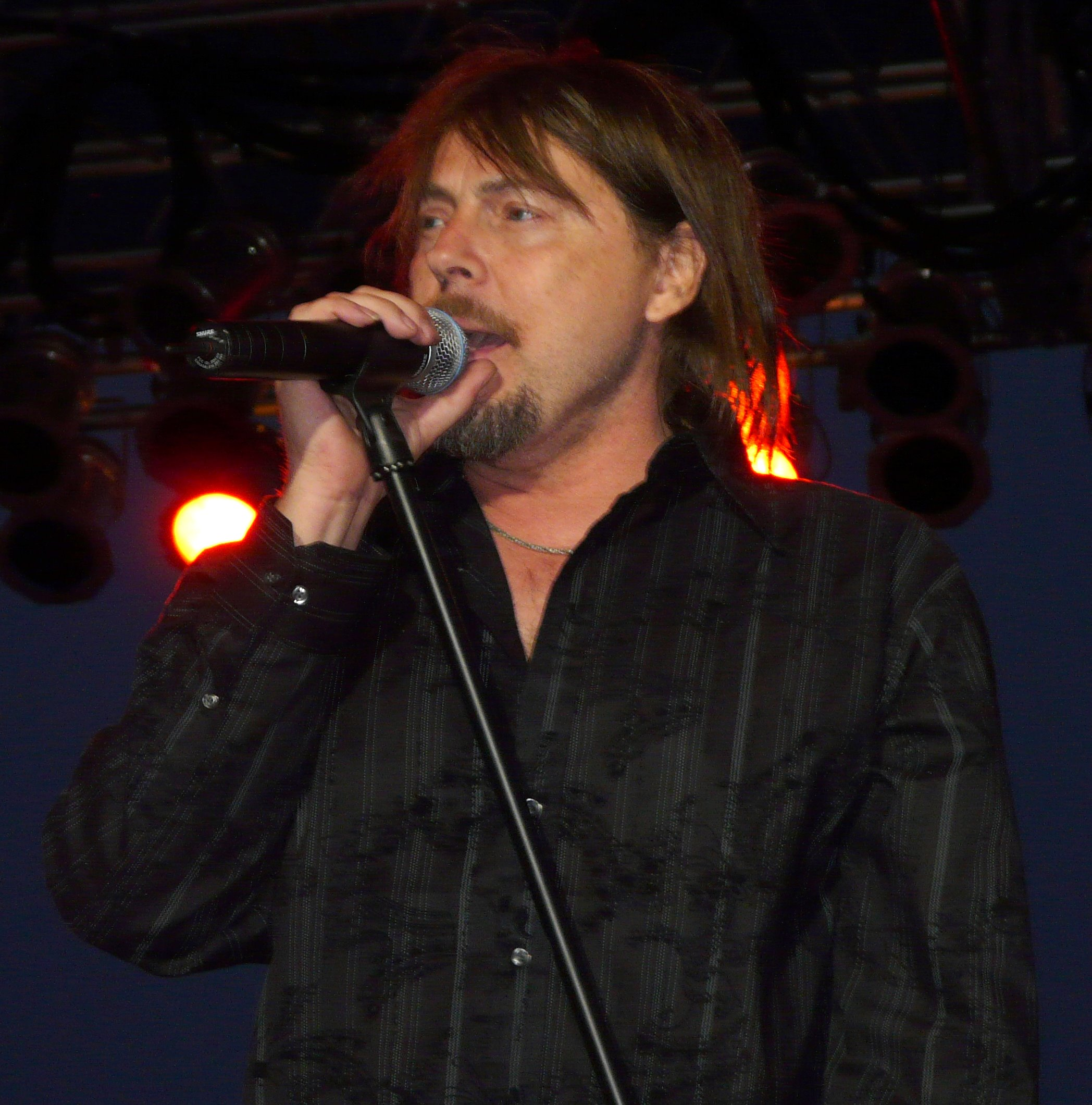
Don Dokken

Dokken är ett amerikanskt hårdrocksband bildat 1978. De är mest kända för låtarna "Dream Warriors", "In My Dreams" och "Alone Again". Dokkens musik klassas som metal eller pop-metal; den sist nämnda genren fick de mest tack vare sångaren Don Dokkens sätt att sjunga låtarna samt hans texter som involverade olycklig kärlek. Dokken har sålt cirka 10 miljoner skivor runt om i världen.

## Historia
Dokken gav sitt första album Breaking the Chains 1981 på det franska bolaget Carrere Records. Denna version innehöll hits som "Paris" (senare känd som "Paris is Burning"), "Breaking the Chains", "Stick to Your Guns", "Young Girls" med flera. 1983 återutgavs albumet på skivbolaget Elektra, med en annorlunda låtordning samt nya mixningar. Låtarna "We're Illegal" och "Paris" från första albumet gick här under namnen "Live to Rock (Rock to Live)" och som tidigare nämnt "Paris is Burning". 
Anledningen till att Breaking the Chains släpptes en gång till på ett nytt bolag var delvis att skivan hade haft en mindre succé i bland annat Tyskland. Men då skivan lanserades i USA gick det inget vidare och det slutade med att Dokken blev skyldiga Elektra cirka en halv miljon dollar.
Trots motgångarna trodde Elektra att Dokken kunde få till det med en ny skiva så de lät dem leva på existensminimum medan de skrev sin nästa skiva Tooth and Nail.
1984 släpptes Tooth and Nail och precis som Elektra hade förväntat sig blev skivan en stor hit runt om i världen, med hits som "Just Got Lucky", "Into The Fire" och "Alone Again". 1985 gav bandet ut Under Lock and Key, tack vare Tooth and Nails framgångar då. Precis som Tooth and Nail hade gjort lyckades även Under Lock and Key skapa tre stycken hits, "In My Dreams", "The Hunter" och "It's Not Love". 1987 gav Dokken ut ännu ett album, Back for the Attack, som snabbt blev ett populärt alster med starka låtar som till exempel "Kiss of death", "Heaven sent" och "Dream warriors" som tillsammans med låten "Into the fire" från Tooth and nail senare kom att ingå i filmmusiken till Terror på Elm Street.
Bandet drog efter detta ut på turné, och under spelningarna i Japan passade man på att spela in ett par av gigen som skulle komma att bli grunden för den kommande live dubbel-LP:n, Beast from the East. Trots internationella framgångar och succé på skivmarknaden var inte stämningen i bandet den bästa vid det här laget. George Lynch och Don Dokken var ständigt i luven på varandra, vilket i förlängningen ledde till att bandet splittrades.
Efter några år på skilda håll gjorde Dokken comeback 1995. Två album senare fick Lynch sparken och i samband med att bandet bokades till Sweden Rock Festival 2002 valde Jeff Pilson och Lynchs ersättare Reb Beach att lämna bandet. Sedan dess har Don Dokken använt sig av ett flertal gitarrister (bland annat svenska John Norum) och basister i sina försök att hålla bandnamnet vid liv.

## Medlemmar
Nuvarande medlemmar
- Don Dokken – sång, rytmgitarr (1976–1989, 1993– )
- Jon Levin – sologitarr (2003– )
- Chris McCarvill – basgitarr, bakgrundssång (2015– )
- BJ Zampa – trummor (2019– )

Tidigare medlemmar
- Bobby Blotzer – trummor (1976–1978)
- Juan Croucier – basgitarr, bakgrundssång (1976–1978, 1980–1983)
- Steve R. Barry – basgitarr, bakgrundssång (1979)
- Greg Pecka – trummor (1979)
- Gary Holland – trummor (1979–1980)
- Mick Brown – trummor, bakgrundssång (1980–1989, 1993–2019)
- Greg Leon – sologitarr (1979)
- Gary Link – basgitarr (1979)
- George Lynch – sologitarr (1980–1989, 1993–1997, 2016)
- Reb Beach – sologitarr (1998–2001)
- John Norum – sologitarr (1997–1998, 2001–2002)
- Alex De Rosso – lead guitar (2002–2003)
- Jeff Pilson – basgitarr, bakgrundssång (1983–1989, 1993–2001, 2016)
- Barry Sparks – basgitarr, bakgrundssång (2001–2009)
- Sean McNabb – basgitarr, bakgrundssång (2009–2014)
- Mark Boals – basgitarr, sång (2014–2015)

Turnerande medlemmar
- Mark Bjorkman – gitarr
- Mikkey Dee – trummor (2001 Sweden Rock Festival)
- Jeff Tappen – basgitarr
- Bam Bam Shiblei – trummor (1983)
- Adam Hamilton – trummor (2002)
- Frankie Banali – trummor (2002)
- Greg Smith – basgitarr (2005)
- Vik "Vikki" Foxx – trummor (2007)
- Billy Dee – basgitarr (2008)
- Jeff Martin – trummor (2008)
- Bobby Marks – trummor (2008)
- BJ Zampa – trummor (2008–2010, 2019)
- Jimmy DeGrasso – trummor (2012–2013)
- Jack Russell – sång (2017)
- Ira Black – gitarr (2017)

## Diskografi
- Back in the Streets (1979) (demo bootleg)
- Breaking the Chains (1981)
- Breaking the Chains (1983) (återutgåva)
- Tooth and Nail (1984)
- Under Lock and Key (1985)
- Back for the Attack (1987)
- Beast from the East (1988) (live)
- Up From the Ashes (1990) (Don Dokken solo)
- Dysfunctional (1995)
- One Live Night (1995) (live)
- Shadowlife (1997)
- Erase the Slate (1999)
- Live From the Sun (2000)
- Long Way Home (2002)
- Japan Live '95 (1995) (live)
- Hell to Pay (2004)
- Live (2006) (live)
- Japan Live (bonus DVD) (2007) (live)
- Live 1981 from Conception (2007) (live)
- One Live Night [Bonus DVD] (2007) (live)
- Lightning Strikes Again (2008)
- Broken Bones (2012)